# Comme si, comme ça
Ne doit pas être confondu avec Comme ci, comme ça ou Comme ci comme ça.
Pour plus de détails, voir Fiche technique et Distribution.
Comme si, comme ça est un film français documentaire réalisé par Marie-Claude Treilhou et sorti en 2019.

## Fiche technique
- Titre : Comme si, comme ça
- Réalisation : Marie-Claude Treilhou
- Scénario : Marie-Claude Treilhou
- Photographie : Marc-André Batigne et Pascale Granel
- Son : Graciela Barrault, Juliette Mathy et François Vatin
- Montage : Khadicha Bariha-Simsolo
- Production : La Traverse
- Distribution : La Traverse
- Pays de production :  France
- Genre : documentaire
- Durée : 62 minutes
- Date de sortie : France - 12 juillet 2019 (présentation au FIDMarseille)

## Sélections
- FIDMarseille 2019[1]
- Les Rencontres du cinéma documentaire - Périphérie 2019[2]